# L'Inter (quotidien)
Ne pas confondre avec L'Inter, un club Italien de football basé à Milan.
L’Inter est un quotidien ivoirien généraliste. Il constitue un des rares médias ivoirien indépendants de tout parti ou tendance politique.

## Histoire
L'Inter est créé le 16 avril 1998 par le groupe de presse Olympe. L'Inter est, début 2013, le cinquième média de presse écrite de Côte d'Ivoire. 

## Description

### Cible et popularité
Le lectorat visé était une importante communauté d'expatriés et de fonctionnaires internationaux. Le patron du journal visait également l'importante communauté des hommes d'affaires de la place, annonceurs potentiels pour le journal. 
Mais la grave crise politico-militaire survenue deux ans plus tard en 2000, affecta sensiblement les ventes à ce quotidien, et causera le déplacement du siège de la Banque africaine de développement. S'ajoutera à ces problèmes la faillite d'Air Afrique. Le départ massif de cadres supérieurs locaux et internationaux, lecteurs potentiels de ce journal, a fortement réduit ses ventes. Il ne restait que le lectorat ivoirien qui ne se retrouvait pas véritablement dans le contenu de ce journal qui ne traitait que de l'actualité internationale. 
Les responsables optent alors pour une ivoirisation du contenu, loi de proximité oblige. La crise politique n'aura finalement pas que des effets négatifs sur le journal. L'Inter ayant été le tout premier organe de presse ivoirien à divulguer les principales figures de la rébellion ivoirienne, a ainsi vu ses ventes augmenter sensiblement, permettant à L'Inter de se positionner aujourd'hui parmi les cinq journaux les plus lus du pays.

### Ligne éditoriale
Les dossiers et analyses politiques qui étaient l'apanage initial du journal ont fait place aujourd'hui au factuel. Ce second recadrage s'imposait à cause du contexte politique marqué par une abondante actualité politique, sociale et économique nationale. Il reste cependant le seul quotidien ivoirien à accorder quotidiennement au moins deux pages à l'actualité internationale, en plus d'une certaine indépendance dans le traitement de l'information.

### Équipe rédactionnelle
Après Charles d'Alméida Akouété qui a été le premier rédacteur en chef de ce journal, d'autres journalistes lui ont succédé à ce poste. Ce sont successivement Félix Bony, Jean-Marie Kouassi Ahoussou et Hamadou Ziao.

### Indépendance
L'Inter s'est bâti une réputation de journal indépendant au fil du temps, du fait que son groupe de presse et son directoire n'appartiennent à aucune chapelle politique ou aucun groupe d'intérêt. Ce choix éditorial lui a d'ailleurs valu plusieurs prix, parmi lesquels le prix Super Ebony 2011, décerné par l'Union nationale des journalistes de Côte d'Ivoire (UNJCI), au meilleur journaliste ivoirien de l'année. C'est la journaliste Irène Bath du service économie de L'Inter qui a remporté l'édition 2011. L'Inter a aussi reçu d'autres prix, notamment organisés par le Conseil national de la presse, l'organe de régulation de la presse en Côte d'Ivoire.